# نوريا بييرا
نوريا إسبيرانزا بيرا غينزا (بالإسبانية: Nuria Piera)‏ (من مواليد 29 يونيو 1960) هي صحفية من جمهورية الدومينيكان متخصصة في الصحافة الاستقصائية. بييرا هي الرئيس التنفيذي لشركة NCDN، وهي شركة متخصصة في إنتاج الأخبار في CDN (القناة 37)؛ وهي أيضًا مالكة لشركة «تقديم».
وُلدت بييرا في سانتو دومينغو للمهاجرين من إسبانيا: كانت والدتها باسكية وكان والدها من الكتالان. كانت بييرا في سن العاشرة عندما قُتل والدها الصحفي خوسيه إنريكي بيرا بويج في عام 1970 من قبل النظام الاستبدادي خواكين بالاغوار. تزوجت نوريا من الصحفي والمذيع بابلو مكينني، وأنجبا ابنة وحيدة، ليزلي باولا ماكيني.
في سبتمبر 2013، قادت نوريا تحقيق صحفي بقيادة بيرا أن البابا في سانتو دومينغو، جوزيف فيزولوسكي، الذي رفضه البابا فرانسيس، لم يُنقل من منصبه بسبب نزاع لمدة ثلاث سنوات مع الكاردينال البورتوريكي روبرتو غونزاليس نيفيس، كما جاء في الصحافة الإيطالية والدومينيكية وكما لمح رئيس أساقفة سانتو دومينغو الكاردينال نيكولاس دي خيسوس لوبيز رودريغيز ولكن بدلًا من ذلك بسبب استهلاك المشروبات الكحولية في المناطق ذات السمعة السيئة والتحرش الجنسي بالأطفال والمراهقين من الذكور، وقد برز هذا كفضيحة أخرى عن ممارسة الاعتداءات في الكنيسة الكاثوليكية.
في عام 2014، قامت إفي بإدراجها كواحدة من أكثر النساء تأثيرًا في أمريكا الجنوبية.